# ماريان كوب
ماريان كوب (بالألمانية: Marianne Cope) هي ممرضة ومبشرة وراهبة ومُدرسة ألمانية، ولدت في 23 يناير 1838 في هسن في ألمانيا، وتوفيت في 9 أغسطس 1918 في Kalaupapa, Hawaii ‏ في الولايات المتحدة.

## حياتها
ولدت في 23 يناير 1838 في هسن في ألمانيا، وهي ممرضة ومبشرة وراهبة ومُدرسة ألمانية.

## وفاتها
توفيت في 9 أغسطس 1918 في Kalaupapa, Hawaii ‏ في الولايات المتحدة.